# Aleksandra Śląska
Aleksandra Śląska, née Aleksandra Wąsik le 4 novembre 1925 à Katowice et morte le 18 septembre 1989, est une actrice de cinéma polonaise. Elle apparaît dans 18 films entre 1948 et 1983.  

## Biographie
Née à Katowice en Haute-Silésie, elle est la fille d'Edmund Wąsik, directeur adjoint du district des chemins de fer polonais qui sera député de la Diète de Pologne.
Lorsque la Seconde Guerre mondiale démarre, elle déménage à Vienne pour ne pas être déportée au travail forcé en Allemagne. À la fin de la guerre, elle entre comme étudiante à l'École nationale supérieure de théâtre Ludwik Solski à Cracovie dont elle sort diplômée en 1947. Sous l'impulsion d'un de ses mentors, Wiesław Górecki, elle prend le pseudonyme de Śląska, pour marquer le fait qu'elle est originaire de Silésie.
Śląska fait ses débuts au théâtre sur la scène du Théâtre Juliusz-Słowacki de Cracovie dans le rôle de Rózia dans la pièce Bartosz Głowacki de Wanda Wasilewska en 1946. Les deux années suivantes, elle joue des rôles dramatiques dans les deux théâtres municipaux de la ville.
En 1949, elle part pour Varsovie où elle se produit au théâtre de Współczesny et à l'Ateneum. Elle jouera pendant près de trente ans dans ce second théâtre.
Elle est enterrée au cimetière de Powązki à Varsovie.

## Filmographie

### Films
- 1947 : La Dernière Étape de Wanda Jakubowska : la super-intendante du block féminin
- 1948 : La maison solitaire de Jan Rybkowski : Basia
- 1951 : Die Sonnenbrucks (en) de Georg C. Klaren : Fanchette
- 1952 : La Jeunesse de Chopin de Aleksander Ford : Konstancja Gadkowska
- 1954 : Autobus odjeżdża 6.20 (pl) de Jan Rybkowski : Krystyna Poradzka
- 1954 : Les Cinq de la rue Barska de Aleksander Ford : Hanka
- 1958 : Le Nœud coulant de Wojciech Has : Krystyna
- 1960 : Rok pierwszy (en) de Witold Lesiewicz : Dorota
- 1961 : Historia wspólczesna de Wanda Jakubowska : Jadwiga Bielas
- 1961 : Zwischen Montag und Samstag de Konrad Swinarski (TV) : Maria
- 1962 : Spotkanie w "Bajce" (en) de Jan Rybkowski : Teresa
- 1963 : Ich dzien powszedni de Aleksander Ścibor-Rylski : Nitka
- 1963 : La Passagère de Andrzej Munk et Witold Lesiewicz : Liza
- 1963 : Mansarda de Konrad Nalecki : Maria
- 1967 : Smierc w srodkowym pokoju de Andrzej Trzos-Rastawiecki (court-métrage) : Marta
- 1967 : Czarna suknia de Janusz Majewski (TV) : Joanna Orlowska
- 1971 : Boleslaw Smialy de Witold Lesiewicz : la Reine
- 1972 : Wyspy szczesliwe de Stanislaw Brejdygant (TV) : la femme du docteur
- 1973 :  Un grand amour de Balzac : la Comtesse Maria Potocka
- 1979 : Wisnie de Michael Günther et Gerard Zalewski (TV) : Pawlakowa
- 1983 : Epitafium dla Barbary Radziwillówny de Janusz Majewski : Bona Sforza d'Aragon

### Série télévisée
- 1980-1981 : Królowa Bona : la Reine-mère Bona Sforza d'Aragon

## Distinctions
- 1954 : Chevalier de l'Ordre Polonia Restituta[3]
- 1963 : Ordre de la Bannière du Travail de 2e classe[3]